# Малиновка (Сєверний район, Новосибірська область)
Малиновка (рос. Малиновка) — присілок у Сєверному районі Новосибірської області Російської Федерації.
Входить до складу муніципального утворення Гражданцевська сільрада. Населення становить 37 осіб (2010).

## Історія
Згідно із законом від 2 червня 2004 року органом місцевого самоврядування є Гражданцевська сільрада.

## Населення
| 2002 | 2007 | 2010 |
| ---- | ---- | ---- |
| 75   | ↘50  | ↘37  |